# Thirty Years of Maximum R&B
Thirty Years of Maximum R&B je box set britské rockové kapely The Who vydaný mezinárodně u Polydor Records a ve Spojených státech u MCA Records. Skládá se ze čtyř CD, která pokrývají kariéru The Who od jejích počátků, kdy si ještě říkali The High Numbers, až po jejich cover "Saturday Night's Alright for Fighting" od Eltona Johna z roku 1991. Obsahuje známé skladby, rarity, rozhovory, reklamy a skeče. Video nazvané Thirty Years of Maximum R&B Live bylo vydáno též v roce 1994.

## Seznam skladeb

### Disk 1
| Pořadí | Název | Délka |
| ------ | --- | ----- |
| 1.     | Pete Dialogue (záznam z Long Beach Arena, 10. prosince 1971)                                                         | 0:21  |
| 2.     | I'm the Face (Peter Meaden; jako The High Numbers)                                                                   | 2:27  |
| 3.     | Here 'Tis (Ellas McDaniel; jako The High Numbers, dříve nevydané)                                                    | 2:08  |
| 4.     | Zoot Suit (Meaden; jako The High Numbers)                                                                            | 1:57  |
| 5.     | Leaving Here (Holland-Dozier-Holland; chybně označené jako The High Numbers)                                         | 2:47  |
| 6.     | I Can't Explain | 2:03  |
| 7.     | Anyway, Anyhow, Anywhere (Townshend, Roger Daltrey; nahráno 24 May 1965, živě z BBC Sessions v Aeolian Hall, Londýn) | 2:38  |
| 8.     | Daddy Rolling Stone (Otis Blackwell)                                                                                 | 2:49  |
| 9.     | My Generation | 3:17  |
| 10.    | The Kids Are Alright                                                                                                 | 3:05  |
| 11.    | The Ox (Townshend, Keith Moon, John Entwistle, Nicky Hopkins)                                                        | 3:37  |
| 12.    | A Legal Matter | 2:46  |
| 13.    | Pete Dialogue (Live at Leeds University, 1970)                                                                       | 0:57  |
| 14.    | Substitute (Live at Leeds University, 1970)                                                                          | 2:08  |
| 15.    | I'm a Boy ("No Horns" remix)                                                                                         | 2:36  |
| 16.    | Disguises | 3:20  |
| 17.    | Happy Jack Jingle (dříve nevydané)                                                                                   | 0:31  |
| 18.    | Happy Jack | 2:11  |
| 19.    | Boris the Spider (John Entwistle)                                                                                    | 2:27  |
| 20.    | So Sad About Us | 2:59  |
| 21.    | A Quick One, While He's Away (původní studiová verze/záznam z Rolling Stones Rock 'n' Roll Circus, 1968)             | 9:39  |
| 22.    | Pictures of Lily | 2:43  |
| 23.    | Early Morning Cold Taxi (Dave "Cy" Langston, Daltrey; dříve nevydané)                                                | 3:03  |
| 24.    | Coke 2** (dříve nevydané)                                                                                            | 0:48  |
| 25.    | (This Could Be) The Last Time (Mick Jagger, Keith Richards)                                                          | 2:59  |
| 26.    | I Can't Reach You | 3:03  |
| 27.    | Girl's Eyes (Moon; dříve nevydané)                                                                                   | 3:06  |
| 28.    | Bag O'Nails** (dříve nevydané)                                                                                       | 0:05  |
| 29.    | Call Me Lightning | 2:20  |

### Disk 2
| Pořadí | Název                                                                                         | Délka |
| ------ | --------------------------------------------------------------------------------------------- | ----- |
| 1.     | Rotosound Strings**                                                                           | 0:06  |
| 2.     | I Can See for Miles                                                                           | 4:14  |
| 3.     | Mary Anne with the Shaky Hand                                                                 | 2:07  |
| 4.     | Armenia City in the Sky (Speedy Keen)                                                         | 3:13  |
| 5.     | Tattoo                                                                                        | 2:41  |
| 6.     | Our Love Was                                                                                  | 3:06  |
| 7.     | Rael 1                                                                                        | 5:42  |
| 8.     | Rael 2 (dříve nevydané)                                                                       | 0:52  |
| 9.     | Track Records/Premier Drums** ("Track Records" dříve nevydané)                                | 0:31  |
| 10.    | Sunrise                                                                                       |       |
| 11.    | Russell Harty Dialogue** (dříve nevydané)                                                     | 0:21  |
| 12.    | Jaguar (dříve nevydané)                                                                       | 2:03  |
| 13.    | Melancholia (dříve nevydané)                                                                  | 3:18  |
| 14.    | Fortune Teller (Naomi Neville; dříve nevydané)                                                | 2:18  |
| 15.    | Magic Bus                                                                                     | 3:16  |
| 16.    | Little Billy                                                                                  | 2:16  |
| 17.    | Dogs                                                                                          | 3:01  |
| 18.    | Overture                                                                                      | 3:53  |
| 19.    | The Acid Queen                                                                                | 3:33  |
| 20.    | Abbie Hoffman Incident (záznam z Woodstocku, 1969; dříve nevydané)                            | 0:16  |
| 21.    | Sparks (záznam z Woodstocku, 1969; dříve nevydané)                                            | 3:53  |
| 22.    | Pinball Wizard                                                                                | 3:00  |
| 23.    | I'm Free                                                                                      | 2:38  |
| 24.    | See Me, Feel Me (původní studiová verze/záznam z Leeds University, 1970)                      | 3:31  |
| 25.    | Heaven and Hell (Entwistle)                                                                   | 3:33  |
| 26.    | Pete Dialogue (záznam z Leeds University, 1970)                                               | 0:36  |
| 27.    | Young Man Blues (Mose Allison; záznam z Leeds University, 1970)                               | 4:38  |
| 28.    | Summertime Blues (Eddie Cochran, Jerry Capehart; remixováno; záznam z Leeds University, 1970) | 3:22  |

### Disk 3
| Pořadí | Název                                                               | Délka |
| ------ | ------------------------------------------------------------------- | ----- |
| 1.     | Shakin' All Over (Fred Heath; záznam z Leeds University, 1970)      | 4:06  |
| 2.     | Baba O'Riley                                                        | 4:56  |
| 3.     | Bargain (záznam z the San Francisco Civic Auditorium, 1971)         | 4:54  |
| 4.     | Pure and Easy                                                       | 5:10  |
| 5.     | The Song Is Over                                                    | 6:09  |
| 6.     | Studio Dialogue (Who's Next Sessions; dříve nevydané)               | 0:47  |
| 7.     | Behind Blue Eyes                                                    | 3:39  |
| 8.     | Won't Get Fooled Again                                              | 8:30  |
| 9.     | The Seeker                                                          | 3:21  |
| 10.    | Bony Moronie (Larry Williams; záznam z the Young Vic, Londýn, 1971) | 3:18  |
| 11.    | Let's See Action                                                    | 3:54  |
| 12.    | Join Together                                                       | 4:22  |
| 13.    | Relay                                                               | 4:00  |
| 14.    | The Real Me                                                         | 3:29  |
| 15.    | 5:15 (Single mix)                                                   | 4:18  |
| 16.    | Bell Boy                                                            | 4:54  |
| 17.    | Love, Reign o'er Me                                                 | 4:51  |

### Disk 4
| Pořadí | Název                                                                              | Délka |
| ------ | ---------------------------------------------------------------------------------- | ----- |
| 1.     | Long Live Rock                                                                     | 3:54  |
| 2.     | Life with the Moons** (dříve nevydané)                                             | 1:43  |
| 3.     | Naked Eye (záznam z the Young Vic Theatre, London, 1971)                           | 5:00  |
| 4.     | University Challenge** (dříve nevydané)                                            | 0:30  |
| 5.     | Slip Kid                                                                           | 4:09  |
| 6.     | Poetry Cornered** (dříve nevydané)                                                 | 0:39  |
| 7.     | Dreaming from the Waist (záznam z the Swansea Football Ground, 1976)               | 4:08  |
| 8.     | Blue Red and Grey                                                                  | 2:45  |
| 9.     | Life with the Moons 2** (dříve nevydané)                                           | 0:46  |
| 10.    | Squeeze Box                                                                        | 2:39  |
| 11.    | My Wife (Entwistle; záznam z the Swansea Football Stadium, 1976)                   | 4:14  |
| 12.    | Who Are You                                                                        | 5:00  |
| 13.    | Music Must Change                                                                  | 4:36  |
| 14.    | Sister Disco                                                                       | 4:19  |
| 15.    | Guitar and Pen                                                                     | 5:48  |
| 16.    | You Better You Bet                                                                 | 5:33  |
| 17.    | Eminence Front                                                                     | 5:26  |
| 18.    | Twist and Shout (Bert Russell, Phil Medley; záznam z Shea Stadium, New York, 1982) | 3:01  |
| 19.    | I'm a Man (McDaniel; záznam z Radio City Music Hall, New York, 1989)               | 6:11  |
| 20.    | Pete Dialogue (záznam z the Fillmore West, San Francisco, 1969)                    | 0:37  |
| 21.    | Saturday Night's Alright (For Fighting) (Elton John, Bernie Taupin)                | 4:33  |

## Obsazení
The Who
- Roger Daltrey - zpěv, harmonika, perkuse, kytara
- Kenney Jones - bicí v „The Real Me“, „You Better You Bet“, „Eminence Front“ a „Twist and Shout“
- John Entwistle - baskytara, lesní roh, klavír, zpěv
- Keith Moon - bicí, perkuse, zpěv v „Bell Boy“ a „Girl's Eyes“
- Pete Townshend - kytara, syntezátor, klavír, varhany, zpěv

Další hudebníci
- Jon Astley - bicí v „Saturday Night's Alright (For Fighting)“
- Steve "Boltz" Bolton - druhá kytara v „I'm a Man“
- John "Rabbit" Bundrick - klávesy „The Real Me“ a „I'm a Man“
- Jody Linscott - další perkuse v „I'm a Man“
- Simon Phillips - bicí v „I'm a Man“